# 강남순환로
강남순환로(江南循環路)는 대한민국 서울특별시 금천구 시흥동 소하 분기점과 서초구 우면동 선암 나들목을 잇는 서울특별시의 자동차 전용도로이다. 남부순환로와 올림픽대로의 교통량을 분산하고 기존 개통된 강북의 내부순환로 등 주요 간선도로와 연계하여 서울특별시의 통합도시고속도로망을 구축하기 위한 목적으로 건설하였다.

## 개요
- 전체 구간은 영등포구 양평동에서 강남구 수서동까지로 계획되어 있으며 이 구간을 합하면 총 폭 4 ~ 8차로, 총 연장 34.8km의 고속화도로가 된다.[2]

- 이 중에서 1단계인 동남부지역 금천구 독산동 ~ 강남구 수서동까지 23.2km 구간은 2007년 착공해 2014년에 개통할 예정이었으나[3], 2012년 7월에 서울특별시에서 재정악화를 이유로 완공 년도를 늦춰 2016년에 개통하는 것으로 변경하였다.[4] 그리고 2016년 7월 3일 민자 구간을 포함한 13.82km 구간이 먼저 개통되었다.

- 한편 2단계인 서남부지역 영등포구 양평동 ~ 금천구 독산동 11.6km 구간은 2011년 착공하여 2016년 준공할 계획이었으나 서부간선도로 지하화 사업으로 결정되어 서부간선지하도로라는 명칭으로 2016년 3월 1일 착공하여 2021년 9월 1일 개통되었다. 서부간선지하도로도 강남을 순환하는 축을 이루는 것은 맞으나 해당 구간에 강남순환로 도로명을 부여할지 여부는 아직 결정되지 않았다.

## 연혁
- 1994년 7월 ~ 1997년 5월: 타당성조사 및 기본계획
- 1997년 12월 ~ 2002년 3월: 기본 및 실시설계
- 1999년 8월 16일: 서울특별시도 도로안내용 노선번호를 서울특별시도 제94호선으로 부여[5]
- 2002년 5월 30일: 도시계획시설(도로)로 결정
- 2007년 4월 3일: 1단계 구간 중 4공구 구간 착공
- 2007년 11월 20일: 1단계 구간 중 민자 구간인 5,6,7공구 구간 착공
- 2009년 4월 1일: 1단계 구간 중 8공구 구간 착공
- 2013년 2월 7일: 서해안고속도로 연결허가 승인
- 2013년 8월 1일: 시흥 UP램프 도시계획시설(도로)로 결정
- 2013년 8월 16일: 과천시 구간 도시계획시설(도로)로 결정
- 2016년 6월 9일: 경기도 광명시 소하동 ~ 과천시 주암동 13.82km 구간을 서울특별시도 제07호선 강남순환로로 지정[6]
- 2016년 6월 23일: 경기도 광명시 소하동 ~ 과천시 주암동 13.82km 구간을 자동차 전용도로로 지정[7]
- 2016년 7월 3일: 경기도 광명시 소하동 ~ 과천시 주암동 13.82km 구간 개통[8]
- 2016년 8월 25일: 2개 이상 시·도에 걸쳐 있는 도로로 강남순환로를 고시[9]
- 2020년 12월 20일: 서울시 서초구 양재동 ~ 강남구 개포동 19.7km 구간 개통

## 구성
시설물의 명칭 및 연장 등은 확정된 것이 아니므로 변경될 수 있다.
- 출입시설: 4개소 (소하 나들목, 관악 나들목, 사당 나들목, 선암 나들목)
- 교량: 12개소/총 3,741m
- 터널: 4개소/총 10,383m
  - 관악터널: 4,834m[10]
  - 봉천터널: 3,221m
  - 서초터널: 2,590m
- 지하차도: 6개소
  - 매헌지하차도: 900m
  - 염곡동서지하차도: 640m
  - 구룡지하차도: 770m
  - 대모지하차도: 1,160m (예정)
  - 일원지하차도(기개통)[11]: 580m
  - 대청지하차도: 470m (예정)
- 요금소(영업소): 2개소(금천 요금소, 선암 요금소)

## 노선

### 전체 노선
- 시설물
  - IC: 나들목(Interchange)
  - BR: 교량(Bridge)
  - TN: 터널(Tunnel)
  - TG: 요금소(Tollgate)
- (■): 자동차 전용도로 구간

| 종류                                                   | 이름                                                   | 접속 노선                                                                 | 소재지                                                 | 소재지                                                 | 비고                                                   |
| 17호선 평택파주고속도로 남광명 ~ 성채/소하 구간과 직결 | 17호선 평택파주고속도로 남광명 ~ 성채/소하 구간과 직결 | 17호선 평택파주고속도로 남광명 ~ 성채/소하 구간과 직결                    | 17호선 평택파주고속도로 남광명 ~ 성채/소하 구간과 직결 | 17호선 평택파주고속도로 남광명 ~ 성채/소하 구간과 직결 | 17호선 평택파주고속도로 남광명 ~ 성채/소하 구간과 직결 |
| ------------------------------------------------------ | ------------------------------------------------------ | ------------------------------------------------------------------------- | ------------------------------------------------------ | ------------------------------------------------------ | ------------------------------------------------------ |
| IC JC                                                  | 소하 나들목 소하 분기점                                | 17호선 평택파주고속도로 15호선 서해안고속도로 국도 제1호선 (서부간선도로) | 서울특별시                                             | 금천구                                                 |                                                        |
| BR                                                     | 호암대교                                               |                                                                           | 서울특별시                                             | 금천구                                                 |                                                        |
| IC                                                     | 금천 램프                                              | 국도 제1호선 (시흥대로)                                                   | 서울특별시                                             | 금천구                                                 | 선암 방면 진출 불가 소하 방면 진입 불가                |
| TG                                                     | 금천 요금소                                            |                                                                           | 서울특별시                                             | 금천구                                                 | 민자 구간 본선요금소                                   |
| TN                                                     | 관악터널                                               |                                                                           | 서울특별시                                             | 금천구                                                 | 민자 구간 연장 4,834m                                  |
| TN                                                     | 관악터널                                               | 관악구                                                                    | 서울특별시                                             |                                                        | 민자 구간 연장 4,834m                                  |
| IC                                                     | 관악 나들목                                            | 신림로                                                                    | 서울특별시                                             | 민자 구간                                              |                                                        |
| TN                                                     | 봉천터널                                               | 신림봉천터널(공사중)                                                      | 서울특별시                                             | 민자 구간 연장 3,221m                                  |                                                        |
| IC                                                     | 사당 나들목                                            | 과천대로                                                                  | 서울특별시                                             | 민자 구간                                              |                                                        |
| IC                                                     | 사당 나들목                                            | 과천대로                                                                  | 서울특별시                                             | 민자 구간                                              | 서초구                                                 |
| TN                                                     | 서초터널                                               |                                                                           | 서울특별시                                             | 민자 구간 연장 2,620m                                  |                                                        |
| TG                                                     | 선암 요금소                                            |                                                                           | 서울특별시                                             | 민자 구간 본선요금소                                   |                                                        |
| IC                                                     | 선암 나들목                                            | 국도 제47호선 (양재대로)                                                  | 서울특별시                                             |                                                        |                                                        |
|                                                        | 매헌지하차도                                           |                                                                           | 서울특별시                                             | 재정구간 연장 900m                                     |                                                        |
|                                                        | 염곡동서지하차도                                       |                                                                           | 서울특별시                                             | 재정구간 연장 640m                                     |                                                        |
|                                                        | 구룡지하차도                                           |                                                                           | 서울특별시                                             | 강남구                                                 | 재정구간 연장 770m                                     |
| 국도 제47호선 (양재대로)와 직결                        |                                                        |                                                                           |                                                        |                                                        |                                                        |

### 소하 분기점 ~ 금천 요금소 구간
평택파주고속도로의 소하 나들목에서 직결되는 형태로 이어지며, 시흥대로를 횡단하는 길이 820m의 호암대교를 통해 금천 요금소로 이어진다. 이 공사와 함께 소하 나들목 구간인 시흥대교 방면 진출로에서 안양천로로 이어지는 진입도로 구간에 대한 길이 760m의 지하차도 건설도 병행되었다.

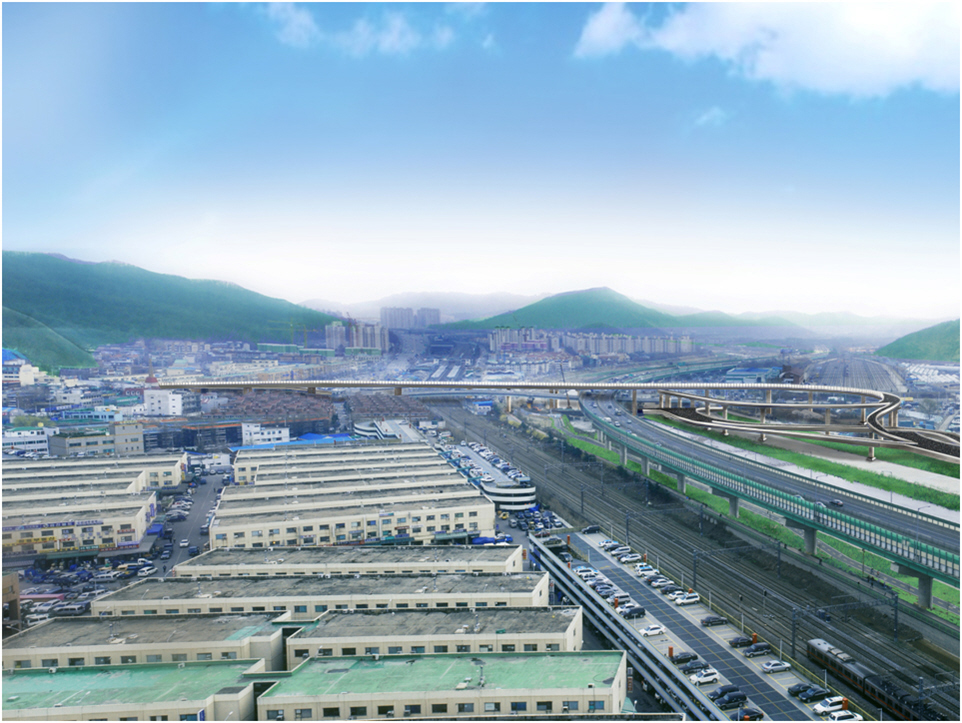
시흥대로 횡단 본선교량 조감도
시흥대로 횡단 조감도
지하차도 진출입로 조감도
지하차도 진출입로 조감도

### 금천 요금소 ~ 선암 요금소 구간
거의 대부분의 구간이 터널로 이루어졌으며 관악 나들목, 사당 나들목이 설치되었다. 이 구간은 민간투자방식으로 건설되었기 때문에 유료 도로로 운영되며, 이 구간은 연장 12.4km, 왕복 6~8차로로 건설되었다. 총 7,736억원이 투입되어 2007년 11월 20일에 착공해 2016년 7월 3일 강남순환로 개통과 함께 완공되었으며 두산건설에서 시공했다. 이 구간에는 터널이 관악터널(4,834m), 봉천터널(3,221m), 서초터널(2,620m) 3개소, 본선 교량 2개소(650m)로 구성되어 있다. 이 중 관악터널은 길이 4,834m로 서울특별시에 위치한 터널 중 가장 길다. 낙성대- 사당 구간은 신림봉천터널에 대비해 8차로로 건설했다. 신림-봉천터널은 남부순환로 난곡사거리와 강남순환로 낙성대 분기점을 연결하는 터널이다. 재정사업으로 건설 중이며 2013년 공정률은 11%를 기록하였다.

터널 일반구간 (3차로) 조감도
터널 일반구간 (4차로) 조감도
금천영업소 조감도
선암영업소 조감도

### 선암 요금소 ~ 수서 나들목 구간
- 교량: 2개소(고가교량, 주암교)

본선고가교 조감도
주암교 조감도

- 지하차도
  - 매헌지하차도 900m, 염곡동서지하차도 640m, 구룡지하차도 770m, 대모지하차도 1,160m, 일원지하차도 580m, 대청지하차도 470m

매헌지하차도(5차로) 조감도
구룡지하차도(4차로) 조감도

## 통행료
아래 내용은 2020년 4월 1일 기준으로, 7월 3일 개통할 때부터 징수된다.
| 구분   | 금천 요금소 | 선암 요금소 | 전 구간 |
| ------ | ----------- | ----------- | ------- |
| 경차   | 850         | 850         | 1,700   |
| 소형차 | 1,700       | 1,700       | 3,400   |
| 중형차 | 2,900       | 2,900       | 5,800   |

## 사진

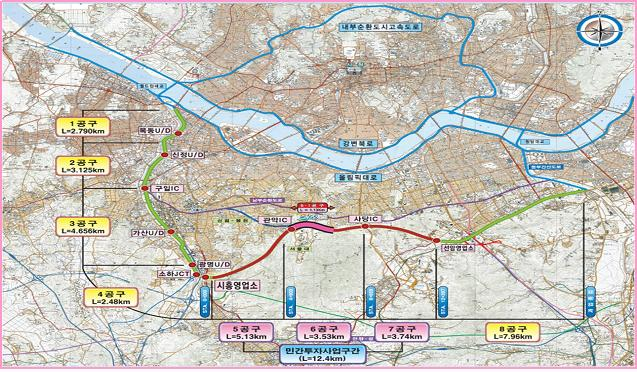
1단계 구간 설계 위치도
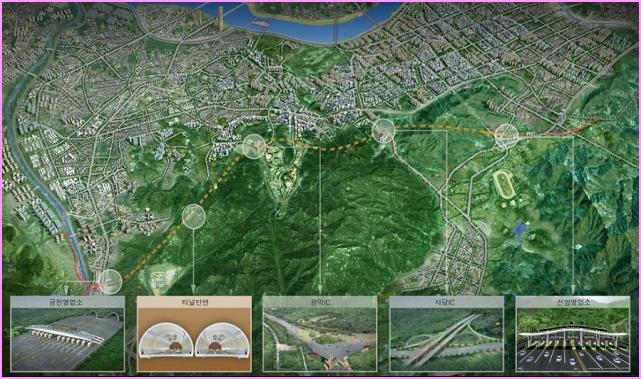
1단계 구간 조감도
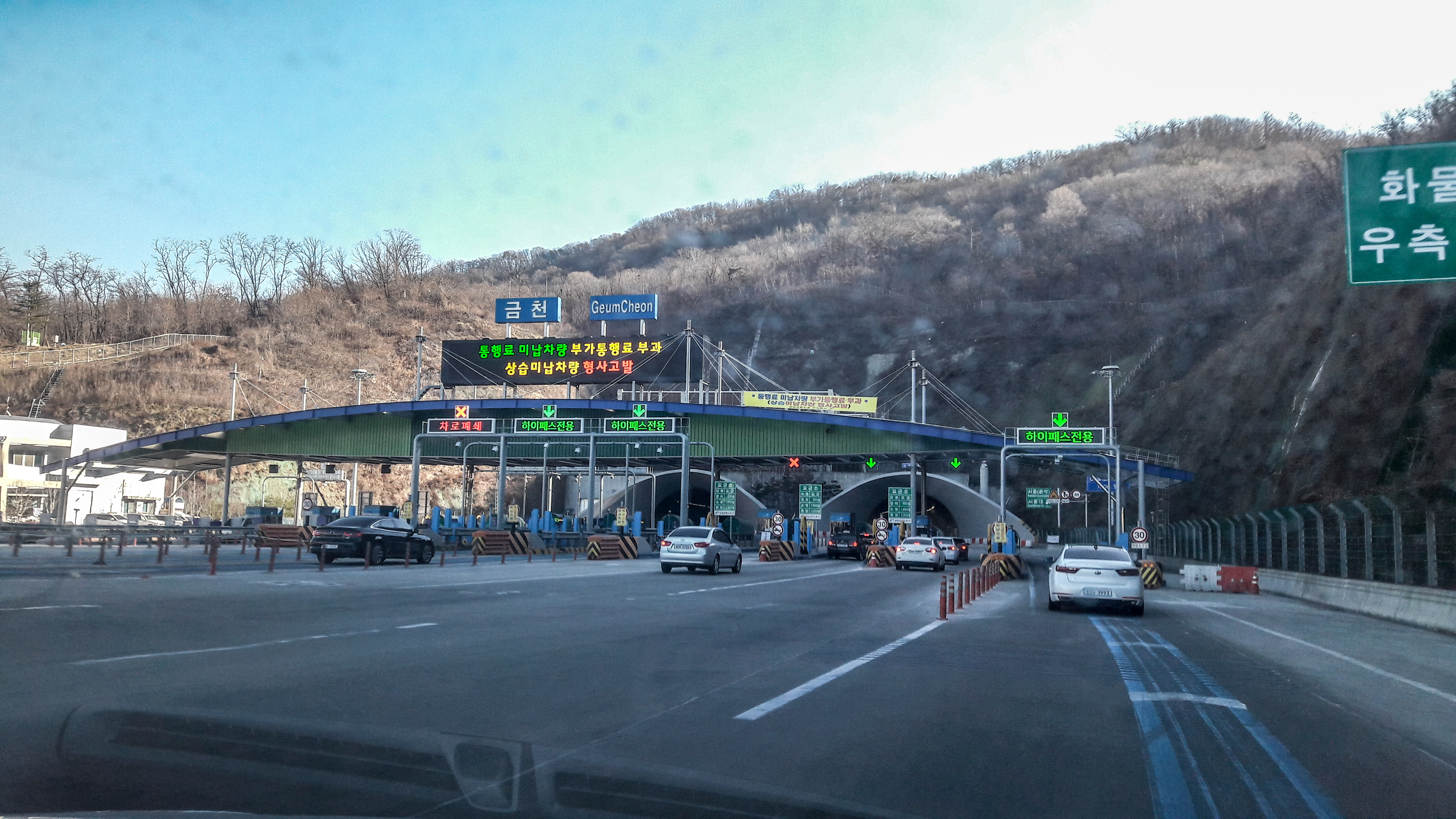
금천 요금소
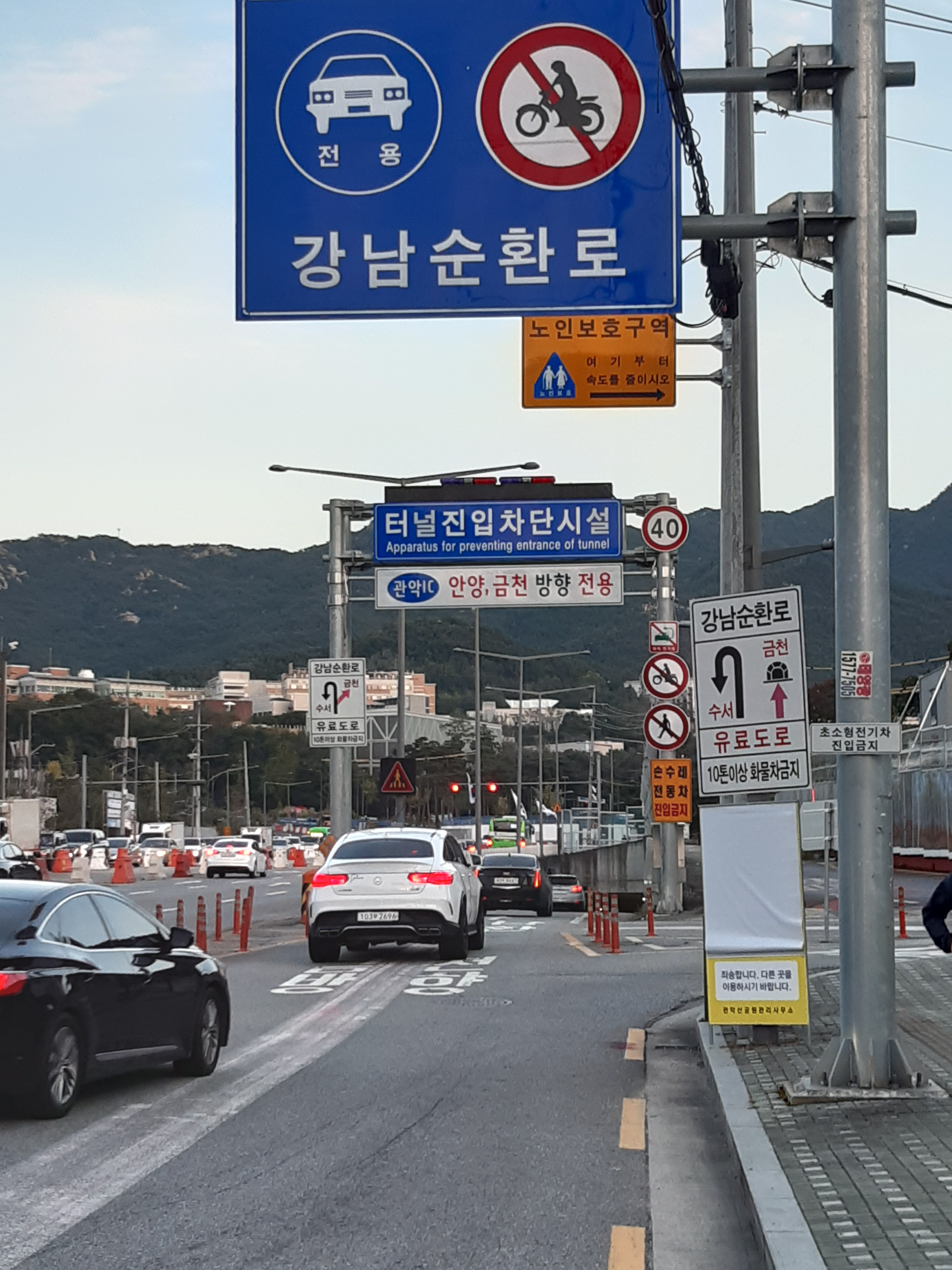
관악 나들목 입구
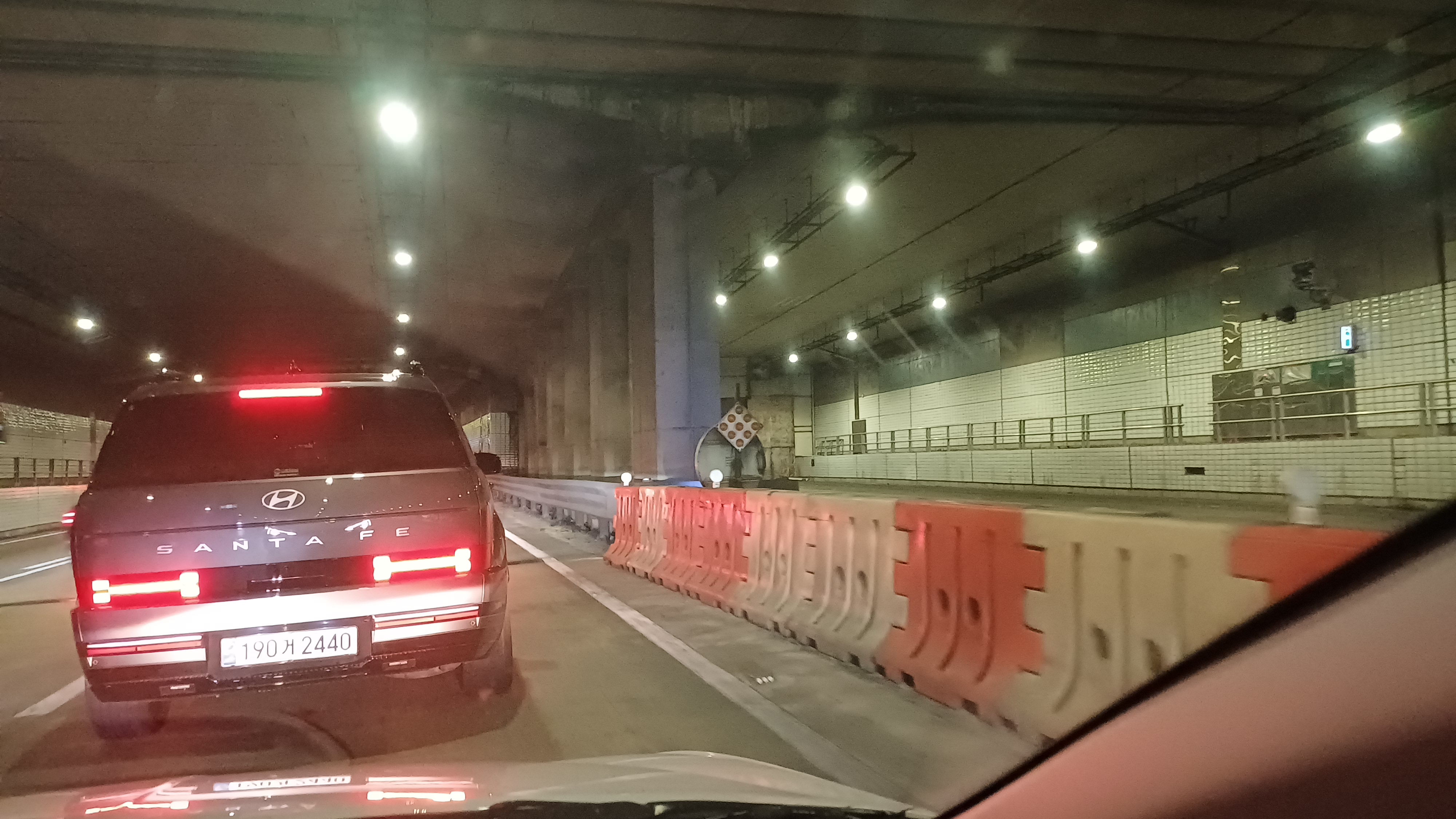
신림봉천터널 난곡사거리 방향 미개통
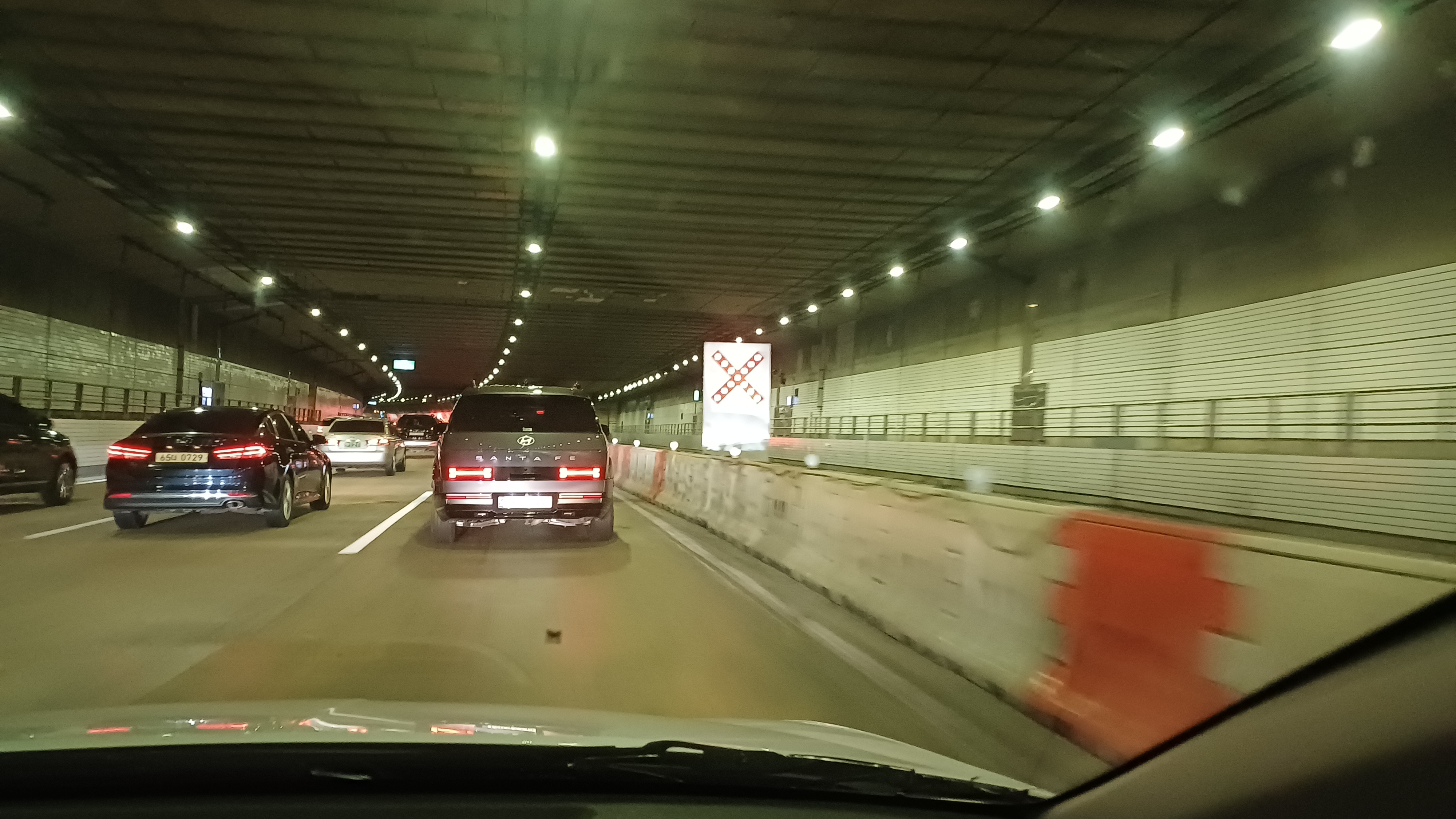
신림봉천터널 난곡사거리 방향 미개통 2

## 주의 사항
- 강남순환로는 개통과 동시에 전체 구간이 자동차 전용도로로 지정되어 있어서 이로 인해 보행자, 자전거, 손수레, 우마차 등의 통행이 금지되어 있다. 이륜자동차(모터사이클 혹은 오토바이)의 경우는 긴급자동차로 지정된 이륜자동차(싸이카 및 소방용 모터사이클 등)에 한해 통행이 가능하나 그 밖의 이륜자동차와 초소형 전기자동차 농기계 등은 통행이 금지되어 있다. 또 내부순환로와 올림픽대로, 북부간선도로와 마찬가지로 총중량 10톤 이상 또는 초과 화물자동차와 가스나 유류, 유독물, 농약 등의 위험물질 운반차량, 건설기계 차량과 폭발물 운반차량, 대형 트레일러 차량(대형 트랙터 트레일러 및 대형 풀카고 트럭 등) 등도 통행이 제한되어 있다.

## 같이 보기
- 내부순환로